# Якоб Молешотт
Якоб Молешотт (Молесхотт; нід. Jacob Moleschott, нім. Jacob Moleschott, 9 серпня 1822, Гертогенбос — 20 травня 1893, Рим) — відомий фізіолог (працював у Нідерландах, Німеччині та Італії) і філософ, представник вульгарного матеріалізму.